# Rodd vid olympiska sommarspelen 2000
Resultat från rodd vid olympiska sommarspelen 2000.
Tävlingarna är nog mest kända för Steve Redgrave som vann sin femte olympiska guldmedalj. Dat utspelades ett antal dramatiska lopp. Både damerna och herrarnas singelsculler var det små marginaler som avgjorde.

## Medaljtabell
| Pl. | Nation         | Guld | Silver | Brons | Totalt |
| --- | -------------- | ---- | ------ | ----- | ------ |
| 1   | Rumänien       | 3    | 0      | 0     | 3      |
| 2   | Tyskland       | 2    | 1      | 3     | 6      |
| 3   | Storbritannien | 2    | 1      | 0     | 3      |
| 4   | Frankrike      | 2    | 0      | 1     | 3      |
| 5   | Italien        | 1    | 2      | 1     | 4      |
| 6   | Belarus        | 1    | 0      | 0     | 1      |
| 6   | Nya Zeeland    | 1    | 0      | 0     | 1      |
| 6   | Polen          | 1    | 0      | 0     | 1      |
| 6   | Slovenien      | 1    | 0      | 0     | 1      |
| 10  | Australien     | 0    | 3      | 2     | 5      |
| 11  | Nederländerna  | 0    | 3      | 0     | 3      |
| 12  | USA            | 0    | 1      | 2     | 3      |
| 13  | Bulgarien      | 0    | 1      | 0     | 1      |
| 13  | Norge          | 0    | 1      | 0     | 1      |
| 13  | Schweiz        | 0    | 1      | 0     | 1      |
| 16  | Kanada         | 0    | 0      | 1     | 1      |
| 16  | Kroatien       | 0    | 0      | 1     | 1      |
| 16  | Danmark        | 0    | 0      | 1     | 1      |
| 16  | Litauen        | 0    | 0      | 1     | 1      |
| 16  | Ryssland       | 0    | 0      | 1     | 1      |

## Medaljörer

### Herrar
| Event                                   | Guld | Silver | Brons |
| Singelsculler Detaljer...               | Rob Waddell (NZL) | Xeno Müller (SUI) | Marcel Hacker (GER) |
| Dubbelsculler Detaljer...               | Luka Špik och Iztok Čop (SLO) | Olaf Tufte och Fredrik Bekken (NOR) | Giovanni Calabrese och Nicola Sartori (ITA) |
| Scullerfyra Detaljer...                 | Italien Agostino Abbagnale Alessio Sartori Rossano Galtarossa Simone Raineri                                                                | Nederländerna Jochem Verberne Dirk Lippits Diederik Simon Michiel Bartman                                                               | Tyskland Marco Geisler Andreas Hajek Stephan Volkert André Willms                                                                                        |
| Tvåa utan styrman Detaljer...           | Michel Andrieux och J. C. Rolland (FRA) | Ted Murphy och Sebastian Bea (USA) | Matthew Long och James Tomkins (AUS) |
| Fyra utan styrman Detaljer...           | Storbritannien James Cracknell Steve Redgrave Tim Foster Matthew Pinsent                                                                    | Italien Valter Molea Riccardo Dei Rossi Lorenzo Carboncini Carlo Mornati                                                                | Australien James Stewart Ben Dodwell Geoffrey Stewart Bo Hanson                                                                                          |
| Åtta med styrman Detaljer...            | Storbritannien Andrew Lindsay Ben Hunt-Davis Simon Dennis Louis Attrill Luka Grubor Kieran West Fred Scarlett Steve Trapmore Rowley Douglas | Australien Christian Ryan Alastair Gordon Nick Porzig Robert Jahrling Mike McKay Stuart Welch Daniel Burke Jaime Fernandez Brett Hayman | Kroatien Igor Francetić Tihomir Franković Tomislav Smoljanović Nikša Skelin Siniša Skelin Krešimir Čuljak Igor Boraska Branimir Vujević Silvijo Petriško |
| Lättvikts-dubbelsculler Detaljer...     | Tomasz Kucharski och Robert Sycz (POL) | Elia Luini och Leonardo Pettinari (ITA)                                                                                                 | Pascal Touron och Thibaud Chapelle (FRA) |
| Lättvikts-fyra utan styrman Detaljer... | Frankrike Laurent Porchier Jean-Christophe Bette Yves Hocdé Xavier Dorfman                                                                  | Australien Simon Burgess Anthony Edwards Darren Balmforth Robert Richards                                                               | Danmark Søren Madsen Thomas Ebert Eskild Ebbesen Victor Feddersen                                                                                        |

### Damer
| Event                               | Guld | Silver | Brons |
| Singelsculler Detaljer...           | Ekaterina Karsten (BLR) | Rumyana Neykova (BUL) | Katrin Rutschow-Stomporowski (GER) |
| Dubbelsculler Detaljer...           | Jana Thieme och Kathrin Boron (GER) | Pieta van Dishoeck och Eeke van Nes (NED) | Birutė Šakickienė och Kristina Poplavskaja (LTU)                                                                                                |
| Scullerfyra Detaljer...             | Tyskland Meike Evers Kerstin Kowalski Manja Kowalski Manuela Lutze                                                                                            | Storbritannien Guin Batten Miriam Batten Katherine Grainger Gillian Lindsay                                                                                | Ryssland Oksana Dorodnova Irina Fedotova Julija Levina Larisa Merk                                                                              |
| Tvåa utan styrman Detaljer...       | Georgeta Damian och Doina Ignat (ROU) | Kate Slatter och Rachael Taylor (AUS) | Karen Kraft och Melissa Ryan (USA) |
| Åtta med styrman Detaljer...        | Rumänien Veronica Cochelea Georgeta Damian Maria Magdalena Dumitrache Liliana Gafencu Elena Georgescu Doina Ignat Elisabeta Lipă Ioana Olteanu Viorica Susanu | Nederländerna Tessa Appeldoorn Carin ter Beek Pieta van Dishoeck Elien Meijer Eeke van Nes Nelleke Penninx Martijntje Quik Anneke Venema Marieke Westerhof | Kanada Buffy Alexander Laryssa Biesenthal Heather Davis Alison Korn Theresa Luke Heather McDermid Emma Robinson Lesley Thompson Dorota Urbaniak |
| Lättvikts-dubbelsculler Detaljer... | Constanța Burcică och Angela Alupei (ROU) | Valerie Viehoff och Claudia Blasberg (GER) | Christine Collins och Sarah Garner (USA) |